# به دخترمدرسه‌ای
الی تلمیذه نام یکی از آلبوم‌های کاظم الساهر، خواننده، شاعر و آهنگساز عراقی است. این آلبوم که مشتمل بر ۱۳ آهنگ می‌باشد در سال ۲۰۰۴ میلادی و توسط شرکت عربستانی روتانا منتشر شد.

## آهنگ‌ها
- «احبيني بلا عقد» - ۷:۱۰
- «اشكو اياماً» - ۶:۲۰ به همراه هنرمند مغربی أسماء المنور
- «إلى تلميذة» - ۴:۰۱
- «امشي بهداوة» - ۵:۰۰
- «ايش صار ايش دعوي» - ۳:۲۵
- «ايه يعني» - ۴:۵۴
- «سيدة عمري» - ۶:۴۰
- «صايغين الذهب» - ۴:۳۳
- «غرفه المكياج» - موال - ۲:۳۰
- «فرشت رمل البحر» - ۴:۵۶
- «كبري عقلك» - ۶:۰۴
- «ماي ورد» - ۳:۳۴
- «والله دنيا» - ۵:۱۲